# Malika Ayane
Malika Ayane (Milano, 31 gennaio 1984) è una cantautrice italiana.
Dopo aver cantato per diversi anni nel coro delle voci bianche del Teatro alla Scala di Milano, e aver collaborato in diversi spot pubblicitari, firma nel 2007 un contratto discografico con l'etichetta Sugar Music, pubblicando l'anno successivo il suo primo album, da cui fu estratto il singolo Feeling Better.
Ha partecipato cinque volte al Festival di Sanremo: la prima volta nella sezione Giovani nel 2009, conquistando il secondo posto grazie al brano Come foglie; poi nel 2010, vincendo il Premio della Critica "Mia Martini" e il Premio della Sala Stampa Radio e Tv nella categoria Artisti con la canzone Ricomincio da qui, scatenando la rivolta dell'orchestra che stracciò platealmente gli spartiti in contestazione del televoto che relegò la cantante al quinto posto; nel 2013 con il singolo E se poi, nel 2015, con Adesso e qui (nostalgico presente), con cui si classifica terza e che le permette di conquistare per la seconda volta il Premio della Critica, e nel 2021 con Ti piaci così. 
Durante la sua carriera ha vinto numerosi riconoscimenti tra i quali un TRL Award, quattro Wind Music Awards ed un Premio Roma Videoclip, oltre a numerose candidature, incluse quelle per il Premio Tenco, il Nastro d'argento, gli MTV Europe Music Awards e gli MTV Awards.
Dal 2012 si avvicina alla recitazione interpretando il corto Perfetta, un cameo in Tutti i rumori del mare, nonché un ruolo in Caserta Palace Dream di James McTeigue. Nel 2016 interpreta nei teatri italiani il ruolo da protagonista nel musical Evita.

## Biografia
(Paolo Conte)

### Origini e inizi
Malika è nata a Milano il 31 gennaio 1984, secondogenita di padre marocchino di Fes Mohamed Ayane, e di madre italiana. Cresce con la sorella maggiore in viale Ungheria, nel quartiere Morsenchio, nella periferia orientale della città.
Nel 1995, scelto dopo aver partecipato a un open day, inizia a studiare a partire dalle scuole medie presso il Conservatorio di Musica G. Verdi, scegliendo come proprio strumento musicale il violoncello. Nello stesso 1995 inizia la sua attività canora, all'età di 11 anni, entrando nel coro di voci bianche del Teatro alla Scala, nel quale resta fino al 2001 cantando spesso da solista, soprattutto brani di compositori moderni quali Gabriel Fauré (1998 nella Chiesa di San Marco a Milano), Benjamin Britten, Francis Poulenc, Bruno Zanolini e Ralph Vaughan Williams.
Incuriosita dalla "musica oltre al teatro", inizia a sperimentare generi passando dal blues al jazz, dal gospel all'electro-clash.
Il 7 dicembre 1997 il Maestro Riccardo Muti la sceglie come solista nel ruolo della Seconda apparizione per il Macbeth con Maria Guleghina, Renato Bruson, Roberto Alagna e Carlo Colombara nella serata d'inaugurazione della stagione d'opera alla Scala, ripresa dalla RAI. Al Teatro alla Scala colleziona collaborazioni importanti, tra cui quelle con i Maestri Riccardo Chailly e Giuseppe Sinopoli fino al 2001.
Dovendo abbandonare le voci bianche, lavora alla caffetteria del Teatro alla Scala (trasferitosi presso il Teatro degli Arcimboldi) e poi da cameriera a Le Trottoir, locale con musica dal vivo in piazza Ventiquattro Maggio, nei pressi della Darsena; fa anche la centralinista in un call center. A Le Trottoir, noto anche per la costante presenza dello scrittore Andrea G. Pinketts, oltre a fare la cameriera diventa presto la cantante del venerdì sera. Intreccia inoltre una relazione con il deejay del locale, che diverrà il padre di sua figlia.
Nel 2003 partecipa alla fondazione di Music Organiz Action Music, rete di musicisti e disc jockey che si dedica alla realizzazione di colonne sonore per sfilate e musica per eventi.

### Il contratto con la Sugar e il primo album
Il musicista e produttore Ferdinando Arnò, capitato un venerdì sera a Le Trottoir, la sente e decide di puntare su di lei: la assume come segretaria, e riesce a farla diventare cantante di alcuni jingle pubblicitari. Nel 2007 Arnò riesce a procurarle un contratto discografico per la Sugar Music di Caterina Caselli. Il primo album viene pubblicato, per la produzione di Ferdinando Arnò, il 26 settembre 2008 ed è intitolato semplicemente Malika Ayane; l'album viene certificato disco di platino, arrivando a vendere 80 000 copie.
Agli inizi del 2008 viene pubblicato il primo singolo, Sospesa, che vede la collaborazione di Pacifico, ma una vera e propria svolta arriva con il secondo singolo estratto dall'album: Feeling Better. Il brano si stabilizza ai vertici delle classifiche radiofoniche per oltre quattro mesi; l'utilizzo della canzone nei media permette a quest'ultima di raggiungere la nona, poi sesta posizione della classifica FIMI, dopo 31 settimane di permanenza nella top 100, segnando un vero e proprio record per un'artista emergente.
All'inizio del 2009 viene distribuito l'album Dentro ogni casa di Pacifico, contenente il brano Verrà l'estate, duetto tra l'artista milanese e Malika; il brano, estratto come singolo il 22 maggio 2009, diverrà il quarto singolo della Ayane. Durante lo stesso anno viene scelta dalla cantante britannica Duffy per aprire una tappa del suo tour a Milano il 13 novembre.
Incide, durante lo stesso anno, una cover di Blue Christmas in duetto con Andrea Bocelli, inserita nell'album del tenore italiano e presentata live dai due durante un'ospitata a Che tempo che fa, e durante sei tappe del tour nel Regno Unito del tenore italiano.

### Sanremo 2009:Come foglie

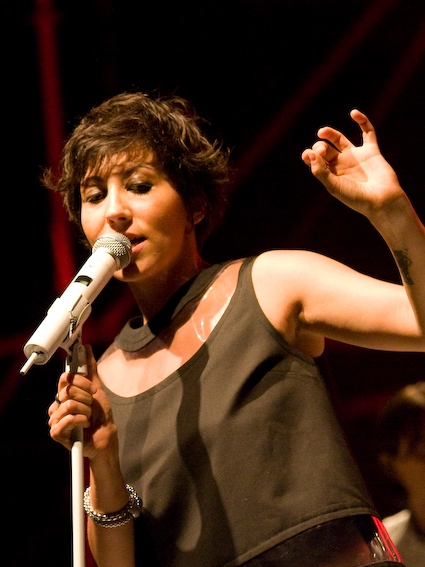
Malika Ayane in concerto nel 2009

Nel mese di febbraio 2009 Malika partecipa al Festival di Sanremo nella categoria Nuove Proposte cantando (insieme a Gino Paoli nella serata dei duetti) il brano Come foglie, scritto dal frontman dei Negramaro Giuliano Sangiorgi. Il brano riscuote un ottimo successo, si classifica secondo nella categoria Giovani, raggiunge la seconda posizione della classifica FIMI e resta ai vertici di tale classifica per circa 19 settimane, viene poi successivamente certificato disco di platino.
Nello stesso periodo la cantante è impegnata anche in altre attività. Scrive il singolo Dopo di me per Valerio Scanu, concorrente dell'ottava edizione di Amici di Maria De Filippi; il brano raggiunge la nona posizione nella classifica FIMI. Durante il 2009 prende parte all'iniziativa di Artisti Uniti per l'Abruzzo, con i quali ha partecipato alla registrazione del brano Domani 21/04.2009, cantando insieme a cantanti come Jovanotti, Ligabue, Franco Battiato, Zucchero Fornaciari, Carmen Consoli e altri. Continua ancora con la scrittura componendo il brano Ancora non sai al soprano Katherine Jenkins, scritto a quattro mani con il produttore statunitense David Foster. Il 10 luglio 2009 viene pubblicato l'ultimo singolo estratto dall'album Malika Ayane che si intitola Contro vento.

### Sanremo 2010:Ricomincio da quieGrovigli
Nel gennaio 2010 esegue una cover di La prima cosa bella (certificata prima come disco d'oro da FIMI e quattro anni più tardi come disco di platino), brano di Nicola Di Bari, per la colonna sonora dell'omonimo film di Paolo Virzì.
Nel febbraio 2010 partecipa al 60º Festival di Sanremo nella sezione "Artisti", presentando il brano Ricomincio da qui. Il testo della canzone è scritto dalla stessa Malika Ayane e Pacifico, mentre le musiche sono di Ferdinando Arnò. Il brano ottiene un ottimo riscontro, tanto che la Ayane vince il Premio della critica "Mia Martini" e il Premio della Sala Stampa Radio e Tv. Durante la serata finale del Festival, la cantante non riesce a raggiungere le prime tre posizioni finali. In segno di protesta per l'eliminazione della cantante e di alcuni altri big in gara, il pubblico del teatro Ariston esprime il proprio malcontento a cui si associano clamorosamente i membri dell'orchestra che lanciano i fogli degli spartiti sul palco. Il singolo otterrà successo nelle vendite, guadagnando un disco di platino e risultando essere il singolo più programmato nelle radio tra gli artisti in gara.
In concomitanza con la partecipazione al Festival di Sanremo 2010 viene pubblicato il suo secondo album, intitolato Grovigli, che conquisterà la certificazione FIMI di doppio disco di platino, per le oltre 100 000 copie vendute. Oltre al brano sanremese e la cover de La prima cosa bella, l'album include diverse collaborazioni: con Paolo Conte, Malika duetta in Little Brown Bear, mentre Cesare Cremonini è autore ed interprete di Believe in love. Gli altri singoli estratti dall'album sono Satisfy My Soul, in radio dal 29 aprile 2010, e Thoughts and Clouds, pubblicato l'8 ottobre 2010.
Nella primavera dello stesso anno Ayane viene invitata al prestigioso evento del David di Donatello, durante il quale canta La prima cosa bella e premia il maestro Ennio Morricone per la colonna sonora del film L'uomo che verrà.
Il 25 maggio 2010 viene pubblicato il disco 1999-2010 The Greatest Hits, che rappresenta la prima raccolta di successi di Cesare Cremonini. All'interno del disco è contenuto anche Hello!, brano in cui Malika duetta con il cantautore bolognese. Il 1º ottobre 2010 la canzone viene pubblicata come singolo.
Nel settembre 2010, la cantante riceve una nomination agli MTV Europe Music Awards. Ad ottobre dello stesso anno viene pubblicata la Special tour edition dell'album Grovigli, in formato CD+DVD, contenente anche l'inedito Il giorno in più, estratto come singolo il 14 gennaio 2011, ed inserito nella colonna sonora dell'omonimo film di Fabio Volo. Inoltre la nuova edizione contiene anche il singolo Hello!.
Il 30 settembre e il primo ottobre partecipa ad O'Scia', dove duetta con Claudio Baglioni.
Nel febbraio 2011 la cantante riceve due nomination ai TRL Awards 2011 nelle categorie Best Look e Italians Do It Better.

### Ricreazionecon il singoloTre cosee Sanremo 2013:E se poi

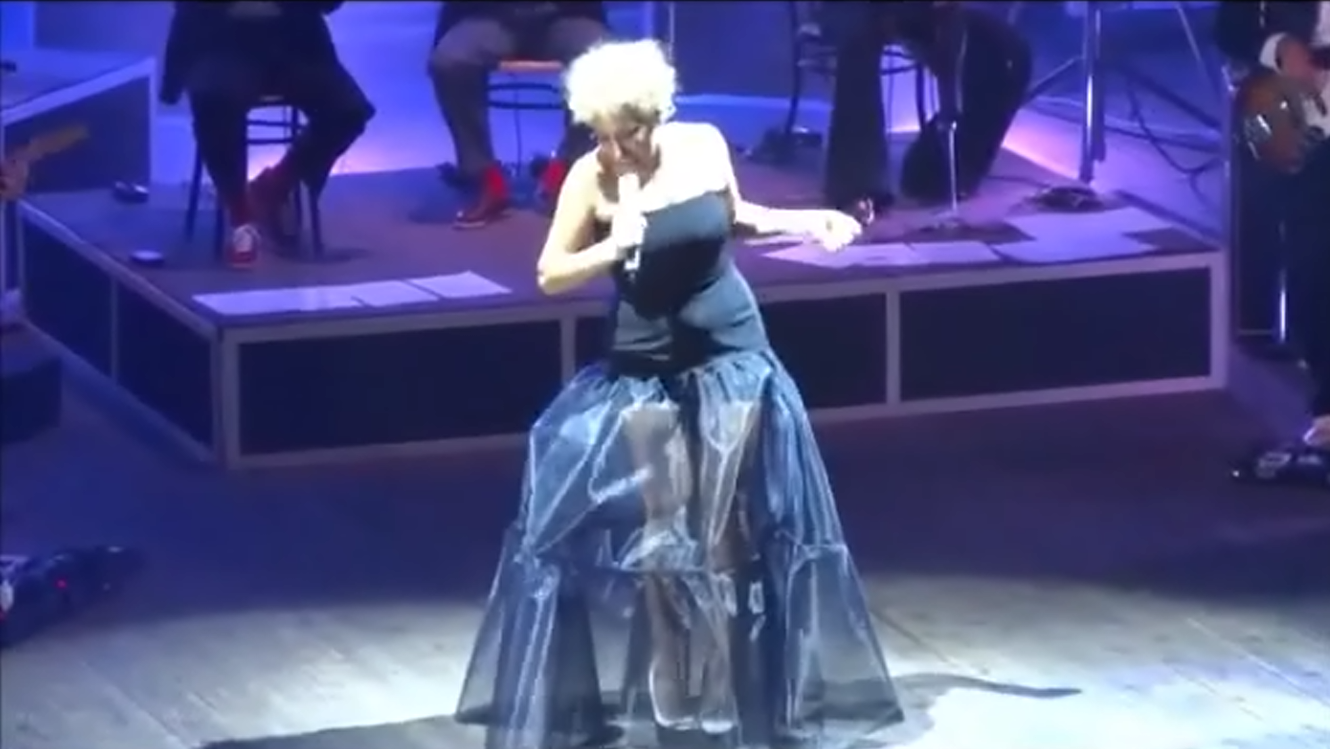
Malika Ayane durante il Ricreazione tour

Dopo aver pubblicato nel marzo 2012 il singolo L'unica cosa che resta che vede la sua partecipazione insieme a Pacifico, Malika  nell'estate del 2012 è in sala di registrazione per il suo terzo album. Il singolo di apertura, Tre cose, è trasmesso dalle radio italiane dal 27 luglio 2012. L'album, intitolato Ricreazione e pubblicato dalla Sugar Music, esce il 18 settembre 2012, a due anni di distanza dall'uscita di Grovigli. Il singolo Tre cose è stato scritto da Alessandro Raina con musiche di Alessandro Raina e Malika, e guadagna la certificazione di disco di platino. Sempre nel 2012 interpreta un piccolo ruolo nel film Tutti i rumori del mare, diretto dal marito Federico Brugia.
Il secondo singolo estratto dall'album è Il tempo non inganna in radio dal 9 novembre 2012. A novembre del 2012 viene pubblicato l'album di Francesco De Gregori Sulla strada, in cui Malika duetta con il cantautore in Ragazza del '95 e Omero al Cantagiro.
Il 13 dicembre 2012 viene confermata la sua partecipazione al Festival di Sanremo 2013 con due brani entrambi scritti da Giuliano Sangiorgi dei Negramaro, quali E se poi e Niente, il primo dei quali si classifica quarto al termine della competizione, e viene successivamente certificato da FIMI come disco di platino. Il 24 maggio esce il quarto singolo estratto dall'album Ricreazione, Cosa hai messo nel caffè?; nello stesso giorno parte il tour estivo. Il 26 maggio canta l'Inno nazionale alla finale della Coppa Italia.
Il 28 ottobre viene estratto il singolo Neve casomai (un amore straordinario), quinto e ultimo estratto da Ricreazione, album che ottiene la certificazione di disco di platino per le oltre 50 000 copie.
Dal 17 giugno 2013 per due settimane la Ayane ha condotto un programma radiofonico Sold out, incidenti di percorso, programma da lei scritto e condotto che riparte, dopo il successo delle precedenti edizioni, a febbraio 2014. Durante lo stesso anno presenzia nel cast del corto cinematografico Caserta Palace Dream del regista australiano James MCTeigue.
Nel luglio 2013 riceve un Premio Lunezia in riconoscimento del "valore Musical-Letterario" del brano E se poi, ottiene, durante lo stesso anno, un Wind Music Award per il disco d'oro di Ricreazione e un Velvet Award. 
L'8 maggio 2014 è stata invitata da Laura Pausini a cantare accanto a lei. Il 18 maggio canta e suona il violoncello nel brano Con la musica alla radio, al fianco di Noemi, L'Aura, Emma, Paola Turci, Syria, La Pina e dalla stessa Laura Pausini al Teatro Antico di Taormina. Lo show viene trasmesso in TV il 20 maggio come il one man show Stasera Laura: ho creduto in un sogno.
Il 30 settembre 2014 è uscito il nuovo album di Fedez, Pop-Hoolista, contenente -tra i vari duetti- quello con Malika, nel brano Sirene, il quale nella 37ª settimana del 2015, senza essere estratto come singolo, viene certificato disco d'oro per le 25 000 copie vendute.

### Sanremo 2015 e la pubblicazione dell'albumNaïf
Il 14 dicembre 2014 viene annunciata la sua presenza al Festival di Sanremo 2015 da Carlo Conti a l'Arena di Massimo Giletti con il brano Adesso e qui (nostalgico presente), con il quale il 14 febbraio 2015 riesce a classificarsi terza nella classifica finale aggiudicandosi inoltre per la seconda volta il Premio della Critica "Mia Martini". Il brano raggiunge la nona posizione della classifica FIMI e, certificato disco di platino, si classifica come terzo brano italiano più trasmesso dalle radio secondo EarOne. Il 12 febbraio 2015 ha pubblicato il suo quarto album, Naïf (pubblicato da Sugar Music). Su iTunes è scaricabile anche la bonus track con la cover di Vivere di Vasco Rossi, interpretata durante la terza serata del Festival di Sanremo 2015. L'album raggiunge la nona posizione nella classifica FIMI, nella quale resta presente per oltre un anno e viene certificato disco d'oro per aver superato le 25 000 copie vendute.. Il 1º e l'8 aprile 2015 è special coach nel programma The Voice of Italy per il team di Roby e Francesco Facchinetti.
ll secondo singolo estratto dall'album è Senza fare sul serio, il brano raggiunge in breve tempo la top 10 della classifica FIMI e si classifica come seconda canzone italiana più passata nelle radio dell'intero 2015. Il brano diventa un vero e proprio tormentone estivo, al punto tale da raggiungere il triplo disco di platino per le oltre 150 000 copie vendute.
L'11 settembre 2015 la cantante lancia il terzo singolo estratto dall'album, Tempesta, il cui video viene presentato a Venezia in occasione della Mostra internazionale d'arte cinematografica a cui la cantante partecipa come giurata. Anche Tempesta ottiene una certificazione di vendita FIMI: viene certificato disco d'oro per aver superato 25 000 copie vendute. Il 22 dello stesso mese partecipa in qualità di ospite al concerto-evento all'Arena di Verona di Francesco De Gregori, cantando con lui Piccola mela. Esegue durante la serata una reinterpretazione di Pezzi di Vetro, accompagnandosi con il violoncello. Ritorna sul palco a fine concerto cantando Buonanotte Fiorellino, insieme a Ligabue, Elisa, Giuliano Sangiorgi, Caparezza, Fausto Leali e De Gregori stesso.
A settembre 2015 presta la voce nella versione italiana del cortometraggio Pixar Lava, che anticipa il film Inside Out, assieme al cantante Giovanni Caccamo.
Ad ottobre parte il Naif Tour in versione teatrale, con data zero l'8 ottobre a Vigevano e prosegue facendo tappa nei principali teatri italiani, tenendo impegnata la cantante fino a dicembre. Il tour registra nei primi mesi sold out in diverse date, al punto che la data milanese viene triplicata. Il tour termina al Teatro Ariston di Sanremo e registra sold out in tutte le date. Durante la primavera del 2016 la Ayane parte nuovamente in tour in un giro nei club italiani lungo 15 tappe.
Il 26 febbraio 2016 entra in rotazione radiofonica il quarto singolo estratto da Naïf: Lentissimo. Nel mese seguente la Ayane è impegnata con i TIMmusic OnStage Awards 2016, in qualità di conduttrice al fianco di Nicola Savino. Il grande evento è stato trasmesso in prima serata il 18 marzo su Rai 2 e attraverso l'emittente radiofonica Radio2. Il 20 maggio esce anche il quinto singolo dal medesimo album, Blu, quasi in concomitanza esce anche la cover Nel blu dipinto di blu di Domenico Modugno utilizzata come colonna sonora nello spot pubblicitario della compagnia aerea Alitalia.

### L'esperienza del musical conEvita(2016-2017)
Durante l'estate del 2016 la cantante è impegnata con le battute finali del Naïf En Plein Air Tour. Il 22 settembre 2016 viene pubblicato Love Life Peace, album di Raphael Gualazzi al cui interno è presente un duetto con Malika in Buena Fortuna. Tra novembre 2016 e gennaio 2017 la Ayane ha indossato le vesti di Evita Perón, protagonista nel musical di Massimo Romeo Piparo, Evita. La cantante ha portato la sua voce, accompagnata dall'orchestra, nei teatri italiani per 70 repliche, davanti a 72 719 spettatori.
Il 16 novembre 2017 presenta lo spettacolo Non solo 25 al Teatro nuovo di Milano, in occasione del 25 novembre, giornata mondiale contro la violenza sulle donne, accompagnata da ospiti quali Brunori Sas, Roy Paci e Tommaso Paradiso.

### Il ritorno conDominoe l'esperienza diX Factor 13(2018-2020)
Dopo l'esperienza col musical, Malika si dedica a un lungo periodo di gestazione, durato oltre due anni, per dare forma al quinto traguardo discografico. La pausa dalle scene musicali non preclude alcune apparizioni televisive (come Facciamo che io ero di Virginia Raffaele e i David di Donatello).
Il 22 maggio 2018 Malika pubblica un video messaggio su Instagram, nel quale annuncia l'uscita di Stracciabudella, singolo che dal 25 maggio fa da apripista al nuovo progetto di inediti, Domino, pubblicato per Sugar Music il 21 settembre dello stesso anno. Durante l'estate del 2018 Malika partecipa con Stracciabudella ai Wind Summer Festival e agli RTL Awards. Il 7 settembre 2018 viene estratto un secondo singolo, Sogni tra i capelli, seguito poi da Quanto dura un'ora il 7 dicembre.
Il progetto discografico prende forma in due tour paralleli, uno nei club, l'altro nei teatri, che hanno impegnato la cantante a date alterne da fine ottobre 2018 fino a fine febbraio 2019. Il doppio tour e le canzoni del disco seguono la stessa logica delle tessere del domino, per cui da una tessera a due facce possono nascere infinite combinazioni.
Il primo di giugno del 2019 viene resa nota la sua partecipazione in veste di giudice al talent X Factor Italia (con Sfera Ebbasta, Mara Maionchi e Samuel dei Subsonica) che la vedrà impegnata fino alla finale del 12 dicembre. 
Il 3 luglio 2019 la band italo-brasiliana Selton pubblica il singolo Ipanema, duetto con Malika.
Oltre che con il talent l'estate 2019 vede l'Ayane impegnata anche con il Domino En plen Air Tour, che si svolge in varie location all'aperto in tutta Italia. Il 5 luglio 2019 è a Napoli per presenziare alle Universiadi, nel corso delle quali canta L'italiano di Toto Cutugno.
L'11 ottobre 2019 la Ayane pubblica il singolo inedito Wow (niente aspetta). Il brano sarà utilizzato nello spot pubblicitario di Oral-B, sponsor di Xfactor 13.

### Il quinto Sanremo eMalifesto(2021-2022)
Il 17 dicembre 2020 a Sanremo Giovani 2020 viene annunciato il suo ritorno sul palco dell'Ariston per il Festival di Sanremo 2021 dopo sei anni di assenza con il brano Ti piaci così.
Nella serata dedicata alle cover per la canzone d'autore reinterpreta Insieme a te non ci sto più, scritta da Paolo Conte per Caterina Caselli, omaggiando di fatto i suoi mentori artistici.
Il 26 marzo esce il sesto album in studio della Ayane, intitolato Malifesto. Il titolo è una crasi fra il nome della cantautrice e il verbo "manifestare": vuole quindi significare "manifestare le emozioni alla maniera di Malika". Oltre a Ti piaci così, portata in gara al festival, l'album contiene, nella versione fisica altre nove canzoni. La versione digitale contiene anche Insieme a te non ci sto più.
Il 25 ottobre 2021, l'album Naïf, del 2015, viene certificato disco di platino dalla FIMI.

### Catse nuovi progetti (2022-presente)
Nel febbraio 2022 presenta sul palco del 72º Festival di Sanremo il brano Un po' più in là, co-scritto con Gaetano Dino Chirico, Veronica Gori, Giovanni Muggeri e Marco Pezzali del CPM Music Institute, tra i candidati alla colonna sonora dei XXV Giochi olimpici invernali.
Il 1º luglio 2022 pubblica il singolo inedito Una ragazza, il primo pubblicato per la Warner Music Italy, dopo la rottura con la sua precedente casa discografica, la Sugar. Il 18 settembre 2023 ha condotto l'evento televisivo Tutti a scuola insieme a Flavio Insinna, in diretta su Rai 1 per la stagione scolastica 2023-2024, con la presenza del Presidente della Repubblica Sergio Mattarella; nello stesso anno recita in una piccola parte nel film Rido perché ti amo di Paolo Ruffini.
A partire da dicembre 2022 interpreta Grizabella nel nuovo allestimento italiano del musical Cats di Andrew Lloyd Webber, prima al Teatro Sistina e in seguito in tour fino a gennaio 2024.
A maggio 2023 pubblica il suo primo libro, edito da Rizzoli, la raccolta di racconti Ansia da felicità.
A marzo 2024 firma un nuovo contratto discografico con Believe Music. Il 12 aprile la cantante pubblica il singolo Sottosopra e, a partire dal 7 novembre inizia un nuovo tour autunnale chiamato Malika Ayane a teatro 2024.

## Vita privata
Nel 2005, a 21 anni,  diventa madre di Mia, figlia avuta dal primo compagno. Nel 2009, la cantante inizia una relazione con il collega Cesare Cremonini, conclusasi nel 2010.
Intraprende una nuova relazione con Federico Brugia, regista di spot pubblicitari e videoclip e già padre di due bambine, con il quale si sposa in segreto a Las Vegas nel giugno del 2011. Il matrimonio con Brugia viene celebrato in maniera ufficiale, con il rito civile, il 1º dicembre 2011 a Milano presso il Palazzo Reale. La coppia si separa nel 2016. Dal 2018 al 2022 ha avuto una relazione con il manager Claudio Fratini.

## Discografia
- 2008 – Malika Ayane
- 2010 – Grovigli
- 2012 – Ricreazione
- 2015 – Naïf
- 2018 – Domino
- 2021 – Malifesto

## Tour
- 2009 - Malika Ayane Tour[64]
- 2010 - Grovigli Tour[65]
- 2012-2013 - Ricreazione tour
- 2015 - Naïf tour
- 2016 - Naïf Club tour[44] - Naïf En Plein Air Tour
- 2018/2019 - Domino Tour
- 2021 - Malifesto tour
- 2024 - Malika Ayane a teatro 2024

## Partecipazioni a manifestazioni canore
- Festival di Sanremo (Rai 1)
  - 2009 – 2º posto sezione "Nuove proposte" con Come foglie
  - 2010 – 5º posto con Ricomincio da qui
  - 2013 – 4º posto con E se poi
  - 2015 – 3º posto con Adesso e qui (nostalgico presente)
  - 2021 – 15º posto con Ti piaci così

## Colonne sonore e spot pubblicitari
- 2005 - Arrangiamento originale di Over the Rainbow , con l'accompagnamento di Remo Bianchi per Lorenzo Magnaghi, fa da jingle per la Yomo
- 2006 - Arrangiamento originale di Time Thief, composta da Ferdinando Arnò, campagna pubblicitaria di DTC
- 2007 - Soul Waver, con la collaborazione di Ferdinando Arnò, scelto come colonna sonora della pubblicità Saab
- 2009 - Il giardino dei salici, scelto come colonna sonora nello spot Barilla
- 2010 - Perfetta, scelto come colonna sonora nello spot di Orogel
- 2010 - Sospesa, scritta da Ferdinando Arnò e Luigi De Crescenzo, cantata con Pacifico scelta come colonna sonora del film Letters to Juliet.
- 2010 - La prima cosa bella, cover della canzone di Mogol e Nicola Di Bari scelta da Paolo Virzì come colonna sonora dell'omonimo film.
- 2011 - Thoughts and Clouds, scelto come colonna sonora per lo spot Fiat Freemont.
- 2012 - Soul Waver, scelta come colonna sonora dell'episodio 6 della stagione 9 di One Tree Hill.
- 2014 - Cosa c'è, scelta come colonna sonora del film Fratelli unici di Raoul Bova e Luca Argentero.
- 2015 - Lava, scelta come introduzione del film Disney Inside Out.
- 2016 - Nel blu dipinto di blu, scelta per la campagna internazionale di Alitalia "Made of Italy".
- 2016-2017 Buena Fortuna (feat. Raphael Gualazzi), sigla finale del Rischiatutto di Fabio Fazio.

## Filmografia

### Televisione
- 2016 - Speciale Naïf - Malika Ayane (Sky Arte)
- 2016 - Tim Music On Stage Award - Co-conduttrice (Rai 2)[45]
- 2019 - X Factor 13 – giudice (Sky Uno, TV8)
- 2021 - La Compagnia del Cigno - stagione 2 (Rai 1)
- 2023 - Tutti a scuola  - Co-conduttrice (Rai 1)

### Cinema
- 2011 - Perfetta
- 2012 - Tutti i rumori del mare
- 2014 - Caserta Palace Dream
- 2015 - Lava, corto di Inside Out
- 2023 - Rido perché ti amo
- 2025 - La vita da grandi

## Teatro
- 2016 - Evita[48]
- 2022-2023 - Cats[66]

## Radio
- 2013-2014 - Sold Out, incidenti di percorso (Rai Radio2)
- 2023-2024-  E invece era un calesse (Rai Radio2)

## Pubblicità
- Oral-B (2019)
- Eni Plenitude (2024)

## Opere
- Malika Ayane, Ansia da felicità, Milano, Rizzoli, 2023, ISBN 978-88-17-17982-9.

## Riconoscimenti
| Anno | Award                               | Nomination                            | Lavoro                             | Risultato  |
| ---- | ----------------------------------- | ------------------------------------- | ---------------------------------- | ---------- |
| 2010 | TRL Award                           | First Lady                            | Herself                            | Vinto      |
| 2010 | Premio Della Critica Mia Martini    | Partecipazione al Festival di Sanremo | Ricomincio da qui                  | Vinto      |
| 2010 | Premio della Sala Stampa Radio e Tv | Partecipazione al Festival di Sanremo | Ricomincio da qui                  | Vinto      |
| 2010 | Premio videoclip italiano           | Best Video by a Female Artist         | Ricomincio da qui                  | Nomination |
| 2010 | Premio Tenco                        | Best Interpreter                      | Grovigli                           | Nomination |
| 2010 | MTV Europe Music Awards             | Best Italian Act                      | Herself                            | Nomination |
| 2010 | Premio Videoclip Roma               | Special Award "Cinema Meets Music"    | La prima cosa bella                | Vinto      |
| 2010 | Wind Music Awards                   | Online Single Track Online            | Ricomincio da qui                  | Vinto      |
| 2010 | Wind Music Awards                   | Premio CD Oro                         | Grovigli                           | Vinto      |
| 2011 | TRL Award                           | Best look                             | Herself                            | Nomination |
| 2011 | TRL Award                           | Italians Do It Better                 | Herself                            | Nomination |
| 2011 | Wind Music Awards                   | Premio CD Platino                     | Grovigli                           | Vinto      |
| 2012 | Nastro d'argento                    | Miglior Canzone Originale             | Something Is Changing              | Nomination |
| 2013 | MTV Awards                          | Wonder Woman                          | Herself                            | Nomination |
| 2013 | Premio Lunezia                      | Valore Musical-letterario             | E se poi                           | Vinto      |
| 2013 | Velvet Award                        | Mansione Speciale                     | Herself                            | Vinto      |
| 2013 | Nastro d'argento                    | Miglior Canzone Originale             | Grovigli                           | Nomination |
| 2013 | Premio Medimex                      | Miglior Tour                          | Ricreazione tour                   | Nomination |
| 2013 | Wind Music Award                    | Premio CD Oro                         | Ricreazione                        | Vinto      |
| 2015 | Premio Della Critica Mia Martini    | Partecipazione al Festival di Sanremo | Adesso e qui (Nostalgico Presente) | Vinto      |
| 2015 | Coca-Cola Summer Festival           | Canzone dell'estate 2015              | Senza fare sul serio               | 5º Posto   |
| 2016 | #SanremoLeague                      | Premio Web Festival di Sanremo        | Come Foglie                        | Nomination |